# Ana Vieira (atriz)
Ana Conceição Vieira (28 de agosto de 1975) é uma cantora e dobradora portuguesa.

## Biografia
Ana Vieira é uma dobradora e cantora portuguesa. É conhecida por ser a voz falada portuguesa da Princesa Tiana em A Princesa e o Sapo, e por ser a voz da Pinkie Pie, da Princesa Luna e de vários outros personagens na dobragem portuguesa de My Little Pony: A Amizade é Mágica, e também por ser Lucia, Sara e Noel em Mermaid Melody.

É também conhecida por ser uma das principais cantoras de aberturas de anime em Portugal, como Digimon Frontier, Ojamajo Doremi (versão RTP), Shaman King, Mirmo Zibang!, Reena e Gaudy - Os Cavaleiros da Justiça, Pucca, Jewelpet (Apenas temporadas 1 e 2) e também os encerramentos de Zorori, o Fantástico e Digimon Tamers (apenas o 2º).

Também canta as aberturas das novelas Vidas Opostas e Laços de Sangue da SIC, das séries de animação My Little Pony: A Amizade É Mágica, A Avó Detective, Razzbery Jazzberry Jam, Vampirina, Trulli Tales, Os Padrinhos Mágicos, Popples (Netflix, 2015) e W.I.T.C.H.. E também da série em imagem real H20: A Ilha de Mako (apenas 1ª temporada) e Coop & Cami. Também é uma cantora para o compositor Rodrigo Leão fazendo parte da sua banda de 2004 a 2010 e mais tarde voltando para festejar o seu 25º aniversário de Carreira a solo em inúmeros concertos em 2018 e 2019. Colaborou também com António Chainho no albúm ''Cumplicidades''.
No dia 14 de Abril de 2018 estreou a sua nova banda S.O.H.O com Ricardo Cruz e Vera Condeço, tendo lançado o seu primeiro EP ''Home'' no dia 18 de Fevereiro de 2019, com um álbum seguinte a ser produzido com data a anunciar. No dia 13 de Julho de 2019 atuaram no festival NOS Alive.  

## Dobragens

### Filmes
- Coco (2017) - Tia Rosita[2]
- O Filme Lego (2014) - Princesa Unigata[3]
- Força Ralph (2012) - Sgt. Tamara Calhoun[4]
- A Princesa e o Sapo (2009) - Princesa Tiana[5]

### Videojogos
- Spider-Man (2018) - Silver Sable, Gloria e Eileen [6]
- Sly Cooper 3 Honor Among Thieves (2005) - Carmelita Montoya Fox
- Sly Cooper Thieves In Time (2013) - Carmelita Montoya Fox

## Discografia

### Lançada oficialmente
Esta é toda a música de Ana Vieira que foi lançada em CD ou Download Digital. Também consta aqui a música lançada oficialmente pelos artistas em plataformas de musica gratuitas como o Youtube ou o SoundCloud.  
| Ano  | Título da Canção                         | Título do Album                                   | Artistas Colaboradores                                         |
| ---- | ---------------------------------------- | ------------------------------------------------- | -------------------------------------------------------------- |
| 2000 | Canção da Misty                          | Pokemon - Vamos Apanhá-los!                       | Nehum                                                          |
| 2000 | Problemas a Dobrar (Team Rocket)         | Pokemon - Vamos Apanhá-los!                       | Henrique Fiest, Ricardo Afonso, Ricardo Spínola e Wanda Stuart |
| 2005 | Lágrima                                  | Amália Revisited                                  | Yoda                                                           |
| 2006 | Voltar                                   | O Mundo                                           | Rodrigo Leão                                                   |
| 2006 | Solitude                                 | O Mundo                                           | Rodrigo Leão                                                   |
| 2009 | Vida Tão Estranha                        | A Mãe                                             | Rodrigo Leão & Cinema Ensemble                                 |
| 2009 | A Corda                                  | A Mãe                                             | Rodrigo Leão & Cinema Ensemble                                 |
| 2009 | Sleepless Heart / A Mãe                  | A Mãe                                             | Rodrigo Leão & Cinema Ensemble                                 |
| 2009 | Segredos                                 | A Mãe                                             | Rodrigo Leão & Cinema Ensemble                                 |
| 2009 | Canciones Negras                         | A Mãe                                             | Rodrigo Leão & Cinema Ensemble                                 |
| 2009 | No Sè Nada                               | A Mãe                                             | Rodrigo Leão, Daniel Melingo, Cinema Ensemble                  |
| 2009 | Ya Skaju Tebe                            | A Mãe                                             | Rodrigo Leão & Cinema Ensemble                                 |
| 2009 | Cibernético                              | Lazy Town - Vila Moleza                           | Canção Tema do Personagem "Pixel"                              |
| 2009 | Fazer Um Bolo                            | Lazy Town - Vila Moleza                           | Helena Montez, André Maia & Pedro Pernas                       |
| 2009 | Acordem                                  | Lazy Town - Vila Moleza                           | Helena Montez                                                  |
| 2010 | Just One Day                             | Equador                                           | Rodrigo Leão                                                   |
| 2010 | Falling Down                             | Liberdade 21                                      | David Rossi                                                    |
| 2011 | Feito                                    | Phineas & Ferb                                    | Isabel Jacobetty                                               |
| 2011 | Gitchee Gitchee Goo - Versão Alargada    | Phineas & Ferb                                    | Paulo Martins & Isabel Jacobetty                               |
| 2011 | Estou Além                               | Laços de Sangue                                   | Genérico de "Laços de Sangue"                                  |
| 2011 | Ordena que te Ame                        | Laços de Sangue                                   | Mundo Cão                                                      |
| 2012 | Se Eu Pudesse                            | Single sem álbum                                  | Tiago Velez                                                    |
| 2013 | Passión                                  | O Frágil Som do Meu Motor (filme)                 | Rodrigo Leão                                                   |
| 2014 | Arranja Tudo                             | Frozen - O Reino do Gelo: As Canções              | Elenco de "Frozen - O Reino do Gelo"                           |
| 2015 | Riso de Cabíria                          | Cumplicidades                                     | António Chaínho                                                |
| 2015 | Vou Daqui                                | Cumplicidades                                     | António Chaínho & Filipa Pais                                  |
| 2015 | Agnes                                    | Cumplicidades                                     | António Chaínho                                                |
| 2016 | A Lenda de Everfree - Títulos Principais | A Lenda de Everfree                               | Bárbara Lourenço & Sérgio Calvinho                             |
| 2016 | O Destino está na Tua Mão                | A Lenda de Everfree                               | Sandra de Castro & Bárbara Lourenço                            |
| 2016 | É Nossa a Esperança                      | A Lenda de Everfree                               | Sandra de Castro & Bárbara Lourenço                            |
| 2017 | Tristeza de Segunda-Feira                | My Little Pony: Equestria Girls (Curtas)          | Sandra de Castro                                               |
| 2017 | Vamos Lá Por Isto a Andar                | My Little Pony: Equestria Girls (Curtas)          | Sandra de Castro & Bárbara Lourenço                            |
| 2018 | Há Muito Mais em Mim                     | My Little Pony: Equestria Girls - Better Together | Nenhum                                                         |
| 2018 | Mil Maneiras de Amar                     | Os Portugueses                                    | Rodrigo Leão                                                   |
| 2018 | In Everyways                             | Home                                              | Soho                                                           |
| 2018 | Daymare                                  | Home                                              | Soho                                                           |
| 2019 | Close to Home                            | Home                                              | Soho                                                           |
| 2019 | Tragedy                                  | Home                                              | Soho                                                           |
| 2019 | Man Behind me                            | Home                                              | Soho                                                           |
| 2019 | Melt down                                | Home                                              | Soho                                                           |

### Não Lançada
Esta é toda a música de Ana Vieira que não foi lançada oficialmente para compra, mas esteve em Filmes, Séries de TV ou Publicidade em que ela participou. Apenas se encontram aqui as canções com mais de 50 segundos.
| Ano  | Título da Canção                                                                                          | Personagem                                                    | Filme ou Série de Tv                                                   | Notas |
| ---- | --- | ------------------------------------------------------------- | ---------------------------------------------------------------------- | --- |
| 2000 | Genérico de "Reena e Gaudy - Os Cavaleiros da Justiça"                                                    | Genérico da Série Anime                                       | Reena e Gaudy - Os Cavaleiros da Justiça                               | Genérico de Anime |
| 2000 | Rua do Zoo 64                                                                                             | Genérico da Série                                             | Rua do Zoo 64                                                          | Genérico da série |
| 2000 | Donkey Kong Country                                                                                       | Genérico da Série                                             | Donkey Kong Country                                                    | Genérico da série |
| 2001 | Os Padrinhos Mágicos                                                                                      | Genérico da Série (Temporadas 1-9)                            | Os Padrinhos Mágicos                                                   | Genérico da série (Temporadas 1-9) Com: Sérgio Calvinho                                                                                 |
| 2001 | Cubix! | Genérico da Série                                             | Cubix                                                                  | Com: Michel Simeão |
| 2002 | Genérico de Juanito Jones                                                                                 | Genérico da Série                                             | Juanito Jones                                                          | Genérico da série Com: Bárbara Lourenço                                                                                                 |
| 2002 | Docemente Vai o Dia (Days -Aijō to Nichijō)                                                               | 2º Encerramento da Série Anime                                | Digimon Tamers                                                         | 2º Encerramento da Série Anime |
| 2003 | Genérico de "A Avó Detetive"                                                                              | Prudência Passinhos                                           | A Avó Detetive                                                         | Genérico da série |
| 2004 | Genérico de "Miúda Atómica"                                                                               | Genérico                                                      | Miúda Atómica                                                          | Genérico da série |
| 2004 | Hapiness                                                                                                  | Ela Própria                                                   | Rodrigo Leão ao Vivo no Fórum Lisboa - "Cinema"                        | Cover de Rodrigo Leão, Ana Carolina e Sónia Tavares para Filme-Concerto da RTP                                                          |
| 2004 | Deep Blue                                                                                                 | Ela Própria                                                   | Rodrigo Leão ao Vivo no Fórum Lisboa - "Cinema"                        | Cover de Rodrigo Leão e Sónia Tavares para Filme-Concerto da RTP                                                                        |
| 2004 | Um Poder de Fogo (FIRE!!)                                                                                 | Genérico da Série Anime                                       | Digimon Fronteira                                                      | Genérico da Série Anime |
| 2004 | Sentimentos Adiados (Innocent ~Mujaki na Mama de~)                                                        | Encerramento da Série Anime                                   | Digimon Fronteira                                                      | Encerramento da Série Anime |
| 2004 | Miúda Atómica                                                                                             | Genérico da Série                                             | Miúda Atómica/Betty Atómica                                            | Genérico da série |
| 2004 | Genérico de "Mãe Aranha"                                                                                  | Genérico da Série                                             | Mãe Aranha                                                             | Genérico da série |
| 2005 | Sinto-me Em Grande                                                                                        | Yzma                                                          | Pacha e o Imperador 2 - A Grande Aventura de Kronk                     | Filme Lançado Apenas em DVD |
| 2005 | Somos Gémeas, Somos Princesas!                                                                            | Genérico da Série                                             | As Princesas Gémeas do Planeta Maravilha                               | Genérico da Série Com: Sofia Brito |
| 2005 | Genérico de Jane e o Dragão                                                                               | Genérico da Série (Versão Canal Panda)                        | Jane e o Dragão                                                        | Genérico da Série Com: Voz Masculina Desconhecida                                                                                       |
| 2006 | Genérico de "W.I.T.C.H."                                                                                  | Genérico da Série                                             | W.I.T.C.H.                                                             | Genérico da Série |
| 2007 | Genérico de "Pucca"                                                                                       | Genérico da Série                                             | Pucca                                                                  | Genérico da Série |
| 2007 | Canção do Sumol Z                                                                                         | Voice-over                                                    | Anúncio Sumol Z                                                        | Cover de "A Spoonful of Sugar" de Mary Poppins                                                                                          |
| 2008 | Lonesome No More                                                                                          | 1º Encerramento da Série                                      | Liberdade 21                                                           | Encerramento da 1ª temporada Com: David Rossi Ana Vieira também escreveu a letra                                                        |
| 2008 | Hold the Beat                                                                                             | Voice-over                                                    | Liberdade 21                                                           | Com: David Rossi Ana Vieira também escreveu a letra                                                                                     |
| 2008 | Adoro Chocolate (Pretty Cake Magic)                                                                       | Genérico da Série Anime                                       | Mirmo Zibang!                                                          | Genérico da Série Anime |
| 2008 | Com que Sonham os Muglox? (Mirumo no Warutsu)                                                             | Encerramento da Série Anime                                   | Mirmo Zibang!                                                          | Encerramento da Série Anime |
| 2008 | Genérico de "Ojamajo Doremi"                                                                              | Genérico da Série Anime                                       | Ojamjajo Doremi                                                        | Versão RTP |
| 2008 | Encerramento de "Ojamajo Doremi"                                                                          | Encerramento da Série Anime                                   | Ojamjajo Doremi                                                        | Versão RTP |
| 2008 | A Porta do Paraíso (Taiyou no Rakuen)                                                                     | Genérico da Série Anime                                       | Mermaid Melody Pichi Pichi Pitch                                       | Genérico da Série Anime |
| 2008 | Cofre do Tesouro (Daji na Takarabako)                                                                     | Encerramento da Série Anime                                   | Mermaid Melody Pichi Pichi Pitch                                       | Encerramento da Série Anime |
| 2008 | A Lenda da Sereia (Legend of the Mermaid)                                                                 | Lúcia Nanami                                                  | Mermaid Melody Pichi Pichi Pitch Mermaid Melody Pichi Pichi Pitch Pure | Primeira Aparição: Episódio 1 Com: Elenco de Mermaid Melody Pichi Pichi Pitch & Pichi Pichi Pitch Pure                                  |
| 2008 | Porque Bate Forte o Meu Coração? (Koi Wa Nandarōu)                                                        | Lúcia Nanami                                                  | Mermaid Melody Pichi Pichi Pitch                                       | Primeira Aparição: Episódio 5 |
| 2008 | Mostrás-te me um Novo Caminho (Sekai de Ichiban Hayaku Asa ga Kuru Basho)                                 | Lúcia Nanami                                                  | Mermaid Melody Pichi Pichi Pitch                                       | Primeira Aparição: Episódio 5 Com: Carla Garcia e Bárbara Lourenço Versão Instrumental usada no Encerramento episódio 52                |
| 2008 | Uma Grande Alegria (Super Love Songs!)                                                                    | Lúcia Nanami                                                  | Mermaid Melody Pichi Pichi Pitch                                       | Primeira Aparição: Episódio 13 Com: Bárbara Lourenço e Carla Garcia                                                                     |
| 2008 | Um Sonho (Splash Dream)                                                                                   | Lúcia Nanami                                                  | Mermaid Melody Pichi Pichi Pitch                                       | Primeira Aparição: Episódio 20 Com: Bárbara Lourenço e Carla Garcia                                                                     |
| 2008 | Mais Fortes Seremos (Kizuna)                                                                              | Lúcia Nanami                                                  | Mermaid Melody Pichi Pichi Pitch                                       | Primeira Aparição: Episódio 28 Com: Bárbara Lourenço e Carla Garcia                                                                     |
| 2008 | Tu és o Meu Sonho Feliz (Yume no Sono Saki He)                                                            | Lúcia Nanami                                                  | Mermaid Melody Pichi Pichi Pitch                                       | Primeira Aparição: Episódio 29 Com: Bárbara Lourenço e Carla Garcia                                                                     |
| 2008 | Regresso ao Mar (Return to the Sea)                                                                       | Sara                                                          | Mermaid Melody Pichi Pichi Pitch                                       | Primeira Aparição: Episódio 35 |
| 2008 | Ouve a Nossa Melodia (Kodou~Perfect Harmony~)                                                             | Lúcia Nanami, Noel, Sara                                      | Mermaid Melody Pichi Pichi Pitch                                       | Primeira Aparição Episódio 49 Com: Elenco de Mermaid Melody                                                                             |
| 2008 | Todas as Canções da Professora Susana                                                                     | Professora Susana                                             | Sid Ciência                                                            | Esta personagem teve uma canção diferente em todos os episódios.                                                                        |
| 2009 | Perfeição Sou Eu                                                                                          | Georgette                                                     | Oliver e Seus Companheiros                                             | Dobragem lançada Apenas em DVD |
| 2010 | Alegria, Amor e Muita Emoção (Mother Symphony)                                                            | Lúcia Nanami                                                  | Mermaid Melody Pichi Pichi Pitch Pure                                  | Primeira Aparição: Episódio 14 Com: Bárbara Lourenço e Carla Garcia                                                                     |
| 2010 | Esta Bela História que Sabemos que um Dia Iremos Viver (Nanatsu No Umi No Monogatari ~Pearls of Mermaid~) | Lúcia Nanami                                                  | Mermaid Melody Pichi Pichi Pitch Pure                                  | Primeira Aparição: Episódio 23 Com: Bárbara Lourenço e Carla Garcia                                                                     |
| 2010 | Oh Yeah!                                                                                                  | Alala                                                         | Mermaid Melody Pichi Pichi Pitch Pure                                  | Primeira Aparição: Episódio 26 |
| 2010 | Vamos os dois Poder Sonhar e Acreditar no Nosso Amor (Kibou no Kaneoto ~Love goes On~)                    | Lúcia Nanami, Noel                                            | Mermaid Melody Pichi Pichi Pitch Pure                                  | Primeira Aparição: Episódio 37 Com Elenco de: Mermaid Melody                                                                            |
| 2010 | Enquanto Houver Natal (Reprise)                                                                           | Angelique                                                     | Bela e o Monstro: Natal Encantado                                      | FIlme Lançado Apenas em DVD Com: Sofia Vitória                                                                                          |
| 2010 | Vamos Dormir!                                                                                             | Voice-over / Vaca                                             | Festa do Leite Mimosa                                                  | Canção para Anúncio publicitário da Mimosa                                                                                              |
| 2010 | Cidade Do Amor                                                                                            | Isabella Garcia-Shapiro                                       | Phineas e Ferb                                                         | Apareceu no episódio 101 "Este Verão é Teu" Com: André Raimundo                                                                         |
| 2010 | Este Verão É Teu                                                                                          | Isabella Garcia-Shapiro                                       | Phineas e Ferb                                                         | Apareceu no episódio 101 "Este Verão é Teu" Com: Paulo Martins e Isabel Jacobetty                                                       |
| 2011 | Vão Responder                                                                                             | Isabella Garcia-Shapiro                                       | Phineas e Ferb                                                         | Apareceu no episódio 110 "Montanha-Russa: O Musical"                                                                                    |
| 2011 | Olá, Olá                                                                                                  | Voice-over                                                    | Gnomeu e Julieta                                                       | Com: Henrique Feist |
| 2011 | Genérico de Tara Duncan                                                                                   | Genérico da Série                                             | Tara Duncan                                                            | Genérico da Série |
| 2011 | São Seres Mágicos, Sim (Maji? Maji! Magical☆Jewel)                                                        | Genérico da Série Anime                                       | Jewelpet                                                               | Genérico da 1ª Temporada da Série Anime                                                                                                 |
| 2011 | Partilha a Alegria (The Smile's Loop ~Egao no rūpu~)                                                      | Encerramento da Série Anime                                   | Jewelpet                                                               | Encerramento da 1ª Temporada da Série Anime                                                                                             |
| 2012 | Happy ☆Twinkle!                                                                                           | Genérico da Série Anime                                       | Jewelpet Twinkle ☆                                                     | Genérico da 2ª Temporada da Série Anime                                                                                                 |
| 2012 | Se Vires o Céu Azul (Scribbling at the Sky ~Sora ni Rakugaki~)                                            | Encerramento da Série Anime                                   | Jewelpet Twinkle ☆                                                     | Encerramento da 2ª Temporada da Série Anime                                                                                             |
| 2012 | A Canção do Ferbês                                                                                        | Isabella Garcia-Shapiro                                       | Phineas e Ferb                                                         | Apareceu no episódio 138 "Ferbês" Com: Paulo Martins, Carlos Freixo e Peter Michael                                                     |
| 2012 | Que Seja um Bom Natal                                                                                     | Isabella Garcia-Shapiro                                       | Phineas e Ferb                                                         | Apareceu no episódio 139 "Natal em Família de Phineas e Ferb" Com: Elenco de Phineas e Ferb                                             |
| 2012 | Genérico de "My Little Pony - A Amizade é Mágica"                                                         | Genérico da Série                                             | My Little Pony - A Amizade é Mágica                                    | Genérico da Série Abertura do Filme "My Little Pony: Equestria Girls"                                                                   |
| 2012 | Canção do Riso                                                                                            | Pinkie Pie                                                    | My Little Pony - A Amizade é Mágica                                    | Apareceu no episódio 2 "A Amizade é Mágica - Parte 2"                                                                                   |
| 2012 | O Inverno vai Agora Terminar                                                                              | Pinkie Pie, Fluttershy Twilight Sparkle (Apenas Notas Agudas) | My Little Pony - A Amizade é Mágica                                    | Apareceu no episódio 11 "A Passagem do Inverno" Com: Sandra de Castro e Bárbara Lourenço                                                |
| 2012 | Custurar é um Prazer (Reprise)                                                                            | Pinkie Pie, Fluttershy                                        | My Little Pony - A Amizade é Mágica                                    | Apareceu no episódio 14 "Talhada Para o Sucesso" Com: Sandra de Castro e Bárbara Lourenço                                               |
| 2012 | E Partilhar, Sem Problema                                                                                 | Pinkie Pie                                                    | My Little Pony - A Amizade é Mágica                                    | Apareceu no episódio 21 "A Viagem" |
| 2012 | Lá na Gala                                                                                                | Fluttershy, Pinkie Pie                                        | My Little Pony - A Amizade é Mágica                                    | Apareceu no episódiio 26 "A Melhor Noite de Todas" Com: Sandra de Castro e Bárbara Lourenço                                             |
| 2012 | A Dança do Pónei                                                                                          | Pinkie Pie                                                    | My Little Pony - A Amizade é Mágica                                    | Apareceu no episódio 26 "A Melhor Noite de Todas"                                                                                       |
| 2013 | Sorrir, Rir, Rir                                                                                          | Pinkie Pie                                                    | My Little Pony - A Amizade é Mágica                                    | Apareceu no episódio 44 "Uma Amiga a Sério"                                                                                             |
| 2013 | Irmãozinho + Reprise                                                                                      | Twilight Sparkle                                              | My Little Pony - A Amizade é Mágica                                    | Apareceu no episódio 51 "Casamento em Canterlot - Parte 1"                                                                              |
| 2013 | O Amor é grande                                                                                           | Twilight Sparkle                                              | My Little Pony - A Amizade é Mágica                                    | Apareceu no episódio 52 "Casamento em Canterlot - Parte 2"                                                                              |
| 2013 | Eu só Quero Estar                                                                                         | Abertura e Encerramento da Série (1ª Temporada)               | H20: A Ilha de Mako                                                    | Com: Pedro Bargado Utilizado Apenas na 1ª temporada                                                                                     |
| 2013 | Littlest Pet Shop                                                                                         | Genérico da Série Coros                                       | Littlest Pet Shop                                                      | Com: Carla Garcia Genérico da Série |
| 2013 | Desculpa                                                                                                  | Pepper Clark                                                  | Littlest Pet Shop                                                      | Apareceu no episódio 5 "Rebolar a Rir"                                                                                                  |
| 2013 | Sê Tu Própria/Como Tu                                                                                     | Sue Patterson                                                 | Littlest Pet Shop                                                      | Apareceu no episódio 7 "Russel, o Estraga-Prazeres" Com: Carla Garcia                                                                   |
| 2013 | Humanário                                                                                                 | Pepper Clark                                                  | Littlest Pet Shop                                                      | Apareceu no episódio 19 "Comunicação Baralhada" Com: Sandra de Castro e Michel Simeão, e Tânia Ribas de Oliveira                        |
| 2013 | A Caixa dos Perdidos e Achados                                                                            | Tia Cristie                                                   | Littlest Pet Shop                                                      | Apareceu no episódio 25 "Projeto Animal de Estimação da Blythe" Com: Sandra de Castro e Carla Garcia                                    |
| 2013 | E Não Vai Demorar                                                                                         | Voice-over                                                    | Littlest Pet Shop                                                      | Apareceu no episódio 26 "Vamos Sentir a Tua Falta"                                                                                      |
| 2014 | Razzberry Jazzberry Jam                                                                                   | Ella                                                          | Razzberry Jazzberry Jam                                                | Genérico da Série Com: Sandra de Castro e Elenco                                                                                        |
| 2014 | Estás Aqui                                                                                                | Romy                                                          | Barbie e o Portal Secreto                                              | Com: Helena Montez |
| 2014 | A Balada do Império de Cristal                                                                            | Fluttershy, Pinkie Pie                                        | My Little Pony - A Amizade é Mágica                                    | Apareceu no episódio 53 "O Império de Cristal - Parte 1" Com: Sandra de Castro e Bárbara Lourenço                                       |
| 2014 | Já Sabia                                                                                                  | Pinkie Pie, Fluttershy                                        | My Little Pony - A Amizade é Mágica                                    | Apareceu no episódio 54 "O Império de Cristal - Parte 2" Com: Sandra de Castro e Bárbara Lourenço                                       |
| 2014 | Babs Seed                                                                                                 | Coros                                                         | My Little Pony - A Amizade é Mágica                                    | Apareceu no episódio 56 "Uma Maça Podre" Com: Sandra de Castro e Bárbara Lourenço                                                       |
| 2014 | O que a Minha Marca Está a Dizer                                                                          | Pinkie Pie, Rarity                                            | My Little Pony - A Amizade é Mágica                                    | Apareceu no episódio 65 "A Cura Mágica Misteriosa" Com: Sandra de Castro e Bárbara Lourenço                                             |
| 2014 | Ser Boa Amiga é Ajudar                                                                                    | Rarity, Pinkie Pie                                            | My Little Pony - A Amizade é Mágica                                    | Apareceu no episódio 65 "A Cura Mágica Misteriosa" Com: Sandra de Castro e Bárbara Lourenço                                             |
| 2014 | A Canção da Cafeteria                                                                                     | Pinkie Pie, Fluttershy                                        | My Little Pony: Equestria Girls                                        | Também fez os coros Com: Sandra de Castro e Bárbara Lourenço                                                                            |
| 2014 | Ser Amiga, é Ajudar                                                                                       | Coros                                                         | My Little Pony: Equestria Girls                                        | Com: Sandra de Castro e Bárbara Lourenço                                                                                                |
| 2014 | Está Quase a Começar                                                                                      | Coros                                                         | My Little Pony: Equestria Girls                                        | Com: Sandra de Castro e Bárbara Lourenço                                                                                                |
| 2014 | Amiga P'ra Sempre                                                                                         | Encerramento do Filme                                         | My Little Pony: Equestria Girls                                        | Com: Bárbara Lourenço Apareceu Durante os Créditos                                                                                      |
| 2014 | Somos Equestria Girls                                                                                     | Coros                                                         | Anúncio para "My Little Pony: Equestria Girls"                         | Com: Sandra de Castro e Bárbara Lourenço                                                                                                |
| 2014 | Rainbow Rocks                                                                                             | Pinkie Pie                                                    | My Little Pony: Equestria Girls - Rainbow Rocks                        | Abertura do Filme Com: Sandra de Castro e Bárbara Lourenço                                                                              |
| 2014 | Sempre e Agora                                                                                            | Pinkie Pie, Fluttershy, Rarity                                | My Little Pony: Equestria Girls - Rainbow Rocks                        | Com: Sandra de Castro e Bárbara Lourenço                                                                                                |
| 2014 | Combate                                                                                                   | Adagio Dazzle                                                 | My Little Pony: Equestria Girls - Rainbow Rocks                        | Com: Sandra de Castro |
| 2014 | Vem Dançar                                                                                                | Pinkie Pie, Rarity                                            | My Little Pony: Equestria Girls - Rainbow Rocks                        | Com: Sandra de Castro e Bárbara Lourenço                                                                                                |
| 2014 | É Apenas um Feitiço                                                                                       | Adagio Dazzle                                                 | My Little Pony: Equestria Girls - Rainbow Rocks                        | Com: Sandra de Castro |
| 2014 | Bem Vindos ao Show                                                                                        | Adagio Dazzle, Pinkie Pie, Fluttershy, Rarity, Coros          | My Little Pony: Equestria Girls - Rainbow Rocks                        | Também fez os Coros Com: Sandra de Castro                                                                                               |
| 2014 | Como um Arco-Íris                                                                                         | Rarity, Fluttershy, Pinkie Pie                                | My Little Pony: Equestria Girls - Rainbow Rocks                        | Encerramento do Filme Com: Sandra de Castro e Bárbara Lourenço                                                                          |
| 2014 | Venham à Littlest Pet Shop                                                                                | Pepper Clark                                                  | Littlest Pet Shop                                                      | Apareceu no Episódio 38 "Commercial Success" Com: Sandra de Castro, Michel Simeão, Sérgio Calvinho e Tânia Ribas de Oliveira            |
| 2014 | Por Todo o Mundo                                                                                          | Delilah                                                       | Littlest Pet Shop                                                      | Apareceu no Episódio 51 "The Expo Factor - Part 1" Com: Sandra de Castro, Sérgio Calvinho, Michel Simeão                                |
| 2014 | Não Tens Mesmo de Procurar                                                                                | Pepper Clark                                                  | Littlest Pet Shop                                                      | Apareceu no Episódio 52 "The Expo Factor - Part 2" Com: Sandra de Castro, Michel Simeão, Sérgio Calvinho e Tânia Ribas de Oliveira      |
| 2014 | Princesa Com Valor                                                                                        | Princesa Lani                                                 | Princesa Sofia                                                         | Apareceu no Episódio 38 "A Chave Esmeralda" Com: Luz Fonseca                                                                            |
| 2014 | Estar a Sós era Bom (Canção de Anivesário da Isabella)                                                    | Isabella Garcia-Shapiro                                       | Phineas e Ferb                                                         | Apareceu no Episódio 139 "Feliz Aniversário, Isabella" Com: Carlos Freixo e Peter Michael                                               |
| 2014 | Eu Só Quero Ajudar                                                                                        | Isabella Garcia-Shapiro                                       | Phineas e Ferb                                                         | Apareceu no Episódio 196 "Phineas e Ferb: Missão Marvel" Com: Isabel Jacobetty                                                          |
| 2015 | A Carta Vou Reaver                                                                                        | Isabella Garcia-Shapiro                                       | Phineas e Ferb                                                         | Apareceu no Episódio 213 "Operação Migalhinha"                                                                                          |
| 2015 | Triangulação                                                                                              | Isabella Garcia-Shapiro                                       | Phineas e Ferb                                                         | Apareceu no Episódio 218 "A Noite dos Farmacêuticos Vivos"                                                                              |
| 2015 | O Que Podia Ser                                                                                           | Isabella Garcia-Shapiro                                       | Phineas e Ferb                                                         | Apareceu no Episódio 221 "Não Sejas Infantil" Com: Paulo Martins                                                                        |
| 2015 | Genérico de "Popples" (2015)                                                                              | Genérico da Série                                             | Popples (2015)                                                         | Genérico da Série |
| 2015 | Canção da Maya Destistente                                                                                | Maya Hart                                                     | Riley e o Mundo                                                        | Apareceu no episódio 9 "Riley e o ano de 1961" Neste episódio Ana Vieira também dobra a última palavra (irmã) da fala anterior à canção |
| 2015 | Ranger Rick                                                                                               | Maya Hart                                                     | Riley e o Mundo                                                        | Apareceu no episódio 9 "Riley e o ano de 1961"                                                                                          |
| 2015 | Do Coração                                                                                                | Princesa Tiana                                                | A Princesa Sofia                                                       | Apareceu no episódio 43 "Presente de Inverno"                                                                                           |
| 2015 | Manda a Tristeza Embora                                                                                   | Coros, Minka Mark, Pepper Clark                               | Littlest Pet Shop                                                      | Apareceu no episódio 67 "Tempestade de Neve" Com: Elenco de Littlest Pet Shop                                                           |
| 2015 | Somos Mais do Que Parecemos + Reprise                                                                     | Sweetie Belle, coros                                          | My Little Pony - A Amizade é Mágica                                    | Apareceu no Episódio 10 "Voar em Direção à Meta" Com Sandra de Castro e Bárbara Lourenço                                                |
| 2015 | Canção dos Morçegos                                                                                       | Rarity                                                        | My Little Pony - A Amizade é Mágica                                    | Apareceu no episódio 72 "Morcegos!" Com: Bárbara Lourenço e Sandra de Castro                                                            |
| 2015 | Generosidade + reprise                                                                                    | Rarity, Pinkie Pie                                            | My Little Pony - A Amizade é Mágica                                    | Apareceu no episódio 73 "A Rarity Conquista Manehattan" Com: Sandra de Castro e Bárbara Lourenço                                        |
| 2015 | Apples Até ao Caroço + reprise                                                                            | Granny Smith, Pinkie Pie                                      | My Little Pony - A Amizade é Mágica                                    | Apareceu no episódio 74 "Pinkie Apple Pie" Com: Bárbara Lourenço e Sandra de Castro                                                     |
| 2015 | Não há Festa Como as da Pinkie + Reprise                                                                  | Pinkie Pie                                                    | My Little Pony - A Amizade é Mágica                                    | Apareceu no episódio 77 "Orgulho Pinkie Com: Bárbara Lourenço e Sérgio Calvinho                                                         |
| 2015 | Super e Único Ponéi das Festas                                                                            | Pinkie Pie                                                    | My Little Pony - A Amizade é Mágica                                    | Apareceu no episódio 77 "Orgulho Pinkie Com: Sérgio Calvinho                                                                            |
| 2015 | O Lamento da Pinkie                                                                                       | Pinkie Pie                                                    | My Little Pony - A Amizade é Mágica                                    | Apareceu no episódio 77 "Orgulho Pinkie                                                                                                 |
| 2015 | Luta de Disparates                                                                                        | Pinkie Pie                                                    | My Little Pony - A Amizade é Mágica                                    | Apareceu no episódio 77 "Orgulho Pinkie Com: Sérgio Calvinho                                                                            |
| 2015 | A Festa Vai Começar/Hoje é o Teu Dia                                                                      | Pinkie Pie                                                    | My Little Pony - A Amizade é Mágica                                    | Apareceu no episódio 77 "Orgulho Pinkie                                                                                                 |
| 2015 | Cantem Connosco                                                                                           | Rarity                                                        | My Little Pony - A Amizade é Mágica                                    | Apareceu no episódio 79 "Filli Vanilli" Com: Sérgio Calvinho, Sandra de Castro e Bárbara Lourenço                                       |
| 2015 | A História em Rap das Wonderbolts                                                                         | Pinkie Pie                                                    | My Little Pony - A Amizade é Mágica                                    | Apareceu no episódio 86 "Teste, Teste, 1, 2, 3" Com: Bárbara Lourenço                                                                   |
| 2015 | Tens um Lugar                                                                                             | Princesa Luna                                                 | My Little Pony - A Amizade é Mágica                                    | Apareceu no episódio 90 "O Reino da Twilight - Parte 1"                                                                                 |
| 2015 | Que o Arco-Íris te Mostre                                                                                 | Rarity, Pinkie Pie, Coros                                     | My Little Pony - A Amizade é Mágica                                    | Apareceu no episódio 91 "O Reino da Twilight - Parte 1"                                                                                 |
| 2015 | Jogos da Amizade                                                                                          | Abertura do Filme Coros                                       | My Little Pony: Equestria Girls: Os Jogos da Amizade                   | Abertura do Filme Com: Sandra de Castro e Sissi Martins                                                                                 |
| 2015 | Eu Sei que Há Mais Lá Fora                                                                                | Twilight Sparkle (Sci-Twi)                                    | My Little Pony: Equestria Girls: Os Jogos da Amizade                   | Ana Viera dá voz cantada à versão humana de Twilight Sparkle (Sci-Twi)                                                                  |
| 2015 | Os Melhores Somos Nós (ACADECA)                                                                           | Shadowbolts, Twilight Sparkle (Sci-Twi)                       | My Little Pony: Equestria Girls: Os Jogos da Amizade                   | Com: Sissi Martins e Sandra de Castro                                                                                                   |
| 2015 | Solta a Magia                                                                                             | Coros dos alunos da Escola Cristal, Twilight Sparkle          | My Little Pony: Equestria Girls: Os Jogos da Amizade                   | Com: Paula Fonseca e Sissi Martins |
| 2015 | Mesmo à Minha Frente                                                                                      | Encerramento do Filme                                         | My Little Pony: Equestria Girls: Os Jogos da Amizade                   | Com: Sandra de Castro |
| 2016 | Wissper, Wissper                                                                                          | Wissper                                                       | Wissper                                                                | Genérico de Com: Elenco de |
| 2016 | Na Vila                                                                                                   | Starlight Glimmer                                             | My Little Pony - A Amizade é Mágica                                    | Apareceu no Episódio 92 "O Mapa das Cutie Marks - Parte 1" Com: Sandra de Castro                                                        |
| 2016 | Vamos Fazer Deste Castelo Uma Casa + Reprise                                                              | Rarity, Pinkie Pie                                            | My Little Pony - A Amizade é Mágica                                    | Apareceu no Episódio 94 "Castelo, Doce Castelo" Com: Sandra de Castro e Bárbara Lourenço                                                |
| 2016 | Deixar Marca (Cutie Mark) + prelúdio                                                                      | Coros, Swetie Belle, Rarity                                   | My Little Pony - A Amizade é Mágica                                    | Apareceu no Episódio 109 "Crusaders da Cutie Mark" Com: Sandra de Castro e Bárbara Lourenço                                             |
| 2016 | Votem | Coros, Silver Spoon                                           | My Little Pony - A Amizade é Mágica                                    | Apareceu no Episódio 109 "Crusaders da Cutie Mark" Com: Bárbara Lourenço e Sandra de Castro                                             |
| 2016 | A Luz da tua Cutie Mark                                                                                   | Coros, Swetie Belle                                           | My Little Pony - A Amizade é Mágica                                    | Apareceu no Episódio 109 "Crusaders da Cutie Mark" Com: Bárbara Lourenço e Sandra de Castro                                             |
| 2016 | Os Teus Amigos Estarão Lá Para Ti/ A Amizade Transforma o Mundo                                           | Starlight Glimmer, Coros                                      | My Little Pony - A Amizade é Mágica                                    | Apareceu no Episódio 117 "A Transformação da Cutie Mark - Parte 2"                                                                      |
| 2016 | A Vespra do Coração Quente Chegou + Reprise                                                               | Pinkie Pie, Rarity, Starlight Glimmer, Coros                  | My Little Pony - A Amizade é Mágica                                    | Apareceu no episódio 125 "A Hearth's Warming Tail" Com: Sandra de Castro e Sérgio Calvinho                                              |
| 2016 | Digam Adeus ao Dia                                                                                        | Snowfall Frost (Starlight Glimmer)                            | My Little Pony - A Amizade é Mágica                                    | Apareceu no episódio 125 "A Hearth's Warming Tail"                                                                                      |
| 2016 | As Sementes do Passado (Parte 2)                                                                          | Snowfall Frost (Starlight Glimmer)                            | My Little Pony - A Amizade é Mágica                                    | Apareceu no episódio 125 "A Hearth's Warming Tail" Com: Bárbara Lourenço                                                                |
| 2016 | Presente Cheio de Presentes                                                                               | Espírito do Coração Quente Presente (Pinkie Pie)              | My Little Pony - A Amizade é Mágica                                    | Apareceu no episódio 125 "A Hearth's Warming Tail"                                                                                      |
| 2016 | Futuro | Espírito do Coração que Há de Vir (Princesa Luna)             | My Little Pony - A Amizade é Mágica                                    | Apareceu no episódio 125 "A Hearth's Warming Tail"                                                                                      |
| 2016 | Sozinho Eu Venci                                                                                          | Fluttershy                                                    | My Little Pony - A Amizade é Mágica                                    | Apareceu no Episódio 128 "Flutter Brutter" Com: Sandra de Castro                                                                        |
| 2017 | A Correr no Derby                                                                                         | Rarity, Swetie Belle, Coros                                   | My Little Pony - A Amizade é Mágica                                    | Apareceu no Episódio 131 "The Cart Before the Ponies" Com: Bárbara Lourenço e Sandra de Castro                                          |
| 2017 | Um Objetivo na Vida Encontrar                                                                             | Swetie Belle, Gabby                                           | My Little Pony - A Amizade é Mágica                                    | Apareceu no Episódio 136 "The Fault in Our Cutie Marks" Com: Bárbara Lourenço e Sandra de Castro                                        |
| 2017 | Parabéns a Você                                                                                           | Fluttershy, Pinkie Pie                                        | My Little Pony - A Amizade é Mágica: Feliz Aniversário                 | Curta Especial de Aniversário para a Netflix                                                                                            |
| 2017 | A Magia da Dança                                                                                          | Pinkie Pie                                                    | My Little Pony: Equestria Girls - Contos da Secundária de Canterlot    | Apareceu no Episódio 1 "A Magia da Dança" Com: Sandra de Castro                                                                         |
| 2017 | Nós Conseguimos Juntas                                                                                    | Pinkie Pie                                                    | My Little Pony: O Filme - A Magia dos Póneis                           | Com: Elenco do Filme "My Little Pony: O Filme - A Magia dos Póneis"                                                                     |
| 2017 | Tu tens de Ser Brutal                                                                                     | Coros, Lix spittle                                            | My Little Pony: O Filme - A Magia dos Póneis                           | Com: Elenco do Filme "My Little Pony: O Filme - A Magia dos Póneis"                                                                     |
| 2017 | Uma Pequena Coisa                                                                                         | Pinkie Pie                                                    | My Little Pony: O Filme - A Magia dos Póneis                           | Com: Beatriz Franzão e Elenco do Filme "My Little Pony: O Filme - A Magia dos Póneis"                                                   |
| 2017 | Vamos Fazer Vídeos                                                                                        | Frankie Wong                                                  | Bizaardvark                                                            | Genérico da Série |
| 2017 | Peixe-Gota                                                                                                | Frankie Wong                                                  | Bizaardvark                                                            | Apareceu no Episódio 1 "Primeiro!" Com: Soraia Tavares                                                                                  |
| 2017 | A Canção do Troco                                                                                         | Frankie Wong                                                  | Bizaardvark                                                            | Apareceu no Episódio 1 "Primeiro!" Com: Soraia Tavares                                                                                  |
| 2017 | Amar os Haters                                                                                            | Frankie Wong                                                  | Bizaardvark                                                            | Apareceu no Episódio 3 "A Frankie tem um Hater" Com: Soraia Tavares                                                                     |
| 2017 | Cabelo Revolto                                                                                            | Frankie Wong                                                  | Bizaardvark                                                            | Apareceu no Episódio 10 "A Beleza-Con" Com: Soraia Tavares                                                                              |
| 2017 | Ups, Emoji Errado                                                                                         | Frankie Wong                                                  | Bizaardvark                                                            | Apareceu no Episódio 13 "O Regresso da Belissa" Com: Soraia Tavares                                                                     |
| 2017 | A Festa Não Pára                                                                                          | Frankie Wong                                                  | Bizaardvark                                                            | Apareceu no Episódio 16 "Partida, Largada, Fugida!" Com: Soraia Tavares                                                                 |
| 2017 | Mesa das Crianças                                                                                         | Frankie Wong                                                  | Bizaardvark                                                            | Apareceu no Episódio 17 "Natal no Vuuugle" Com Soraia Tavares                                                                           |
| 2017 | A Escavar Outra Vez                                                                                       | Bingo                                                         | Bingo e Rolly                                                          | Apareceu no episódio 4 "A Pyramid Scheme" Com: Sofia Cruz                                                                               |
| 2017 | Velho Mordedor                                                                                            | Bingo                                                         | Bingo e Rolly                                                          | Apareceu no episódio 15 "A Lenda do Velho Mordedor" Com: Sofia Cruz e Luís Lucena(coros)                                                |
| 2017 | É Giro Voar                                                                                               | Bingo                                                         | Bingo e Rolly                                                          | Apareceu no episódio 16 "Bye, Bye, Butterfly" Com: Sofia Cruz                                                                           |
| 2017 | Cuidado!                                                                                                  | Bingo                                                         | Bingo e Rolly                                                          | Com: Sofia Cruz |
| 2017 | Será um Extraterrestre?                                                                                   | Bingo                                                         | Bingo e Rolly                                                          | Apareceu no episódio 18 "Close Encounters of a Pug Kind" Com: Sofia Cruz                                                                |
| 2017 | Genérico da Temporada 10 de "Os Padrinhos Mágicos"                                                        | Genérico da 10º Temporada da Série                            | Os Padrinhos Mágicos                                                   | Genérico da Temporada 10 da Série Com: Sérgio Calvinho                                                                                  |
| 2017 | Canção da Amizade                                                                                         | Voice-over                                                    | Entrelaçados a Série                                                   | Apareceu no episódio 11 "A História de Pascal"                                                                                          |
| 2017 | Genérico de "Trulli Tales"                                                                                | Genérico da Série                                             | Trulli Tales                                                           | Genérico da série |
| 2018 | Trevo de Quatro Folhas                                                                                    | Bingo                                                         | Bingo e Rolly                                                          | Apareceu no episódio 22 "Luck of the Pug-ish" Com: Michel Simeão e Sofia Cruz                                                           |
| 2018 | Adoro Aniversários                                                                                        | Bingo                                                         | Bingo e Rolly                                                          | Apareceu no episódio 25 "O Aniversário do Bingo & Rolly" Com: Sofia Cruz                                                                |
| 2018 | Tão Dramático                                                                                             | Frankie Wong                                                  | Bizaardvark                                                            | Apareceu no Episódio 15 "Moosetashio: Um Conto Admonitório" Com Soraia Tavares                                                          |
| 2018 | Bilhetes na Lancheira                                                                                     | Frankie Wong                                                  | Bizaardvark                                                            | Apareceu no Episódio 18 "Mãe, Para!" Com Soraia Tavares                                                                                 |
| 2018 | Abrandar a Avó                                                                                            | Bingo                                                         | Bingo e Rolly                                                          | Apareceu no Episódio 23 "A Pugtastic Day with Grandma" Com: Sofia Cruz                                                                  |
| 2018 | O Que Mais Convém                                                                                         | Doña Paloma                                                   | Elena de Avalor                                                        | Apareceu no episódio 26 "Máscaras de Magia" Com: Inês Martins                                                                           |
| 2018 | A Mirette Investiga                                                                                       | Genérico da série                                             | A Mirette Investiga                                                    | Genérico da série ''A Mirette Investiga'' que deu na RTP2                                                                               |
| 2018 | Bitz e Bob                                                                                                | Genérico da série                                             | Bitz & Bob                                                             | Genérico da Série |
| 2018 | Aqui Mandamos Nós                                                                                         | Pintas                                                        | Os Miúdos de Harvey Street/ Miúdas Harvey Para Sempre!                 | Genérico da Série (1ª temporada Apenas) Com: Gabriela Barros e Sissi Martins                                                            |
| 2018 | Bitz e Bob!                                                                                               | Voice-over                                                    | Bitz e Bob                                                             | Genérico da Série |
| 2019 | Vá Perguntem                                                                                              | Cameron «Cami» Wrather                                        | Coop & Cami                                                            | Genérico da Série Com: André Raimundo                                                                                                   |
| 2019 | Cá Estou Eu (Canção da Eclipsa)                                                                           | Eclipsa                                                       | Star Contra as Forças do Mal                                           | Apareceu no episódio 62a "O Programa da Pónei"                                                                                          |
| 2019 | Vais voar com T.O.P.S                                                                                     | Genérico da Série                                             | T.O.P.S                                                                | Genérico da série Com:Elenco de T.O.P.S                                                                                                 |